# Tour de Francia 1970
El 57.º Tour de Francia se disputó entre el 26 de junio y el 18 de julio de 1970 con un recorrido de 4254 km dividido en un prólogo y 23 etapas; de ellas, la tercera, la quinta, la séptima, la undécima y la vigésima estuvieron divididas en dos sectores.
Participaron 150 ciclistas repartidos en 15 equipos de 10 corredores, de los que solo lograron llegar a París 100 ciclistas. Ningún equipo logró finalizar la prueba con todos sus integrantes.
El vencedor cubrió la prueba a una velocidad media de 35,589 km/h.
Antes de empezar se buscaba a quién pudiera enfrentar con éxito a Eddy Merckx, ganador de la París-Niza, París-Roubaix y Giro de Italia. Entre los aspirantes están los franceses Roger Pingeon y Raymond Poulidor que no tuvieron su mejor forma (Poulidor, que se estaba recuperando de una culebrilla, estaba ansioso por correr este Tour que partía desde Limoges) y jóvenes como Luis Ocaña, ganador de la Vuelta a España, Lucien Van Impe o Joop Zoetemelk.
Eddy Merckx es el ganador absoluto de esta ronda, comenzó por ganar el prólogo de 7.4 km contrarreloj en Limoges. No oculta su decepción cuando su compañero de equipo Italo Zilioli obtiene el maillot amarillo al final de la segunda etapa en Angers. Merckx recupera la camiseta amarilla durante la sexta etapa en Valenciennes. Merckx triunfa en Divonne-les-Bains, en Grenoble, en la cima del Mont Ventoux (donde se desmaya después de la llegada y necesita una máscara de oxígeno), y en las últimas dos etapas contrarreloj en Burdeos y en París.

## Equipos participantes
| N.    | Cod. | Equipo                   |
| ----- | ---- | ------------------------ |
| 1-10  | FAE  | Faema-Faemino            |
| 11-20 | PEU  | Peugeot-BP-Michelin      |
| 21-30 | FAG  | Fagor-Mercier-Hutchinson |
| 31-40 | SAL  | Salvarani                |
| 41-50 | KAS  | KAS-Kaskol               |
| 51-60 | WIL  | Willem II-Gazelle        |
| 61-70 | MOL  | Molteni                  |
| 71-80 | FRI  | Frimatic-De Gribaldy     |

| N.      | Cod. | Equipo                 |
| ------- | ---- | ---------------------- |
| 81-90   | BIC  | Bic                    |
| 91-100  | SON  | Sonolor-Lejeune-Wolber |
| 101-110 | MAN  | Mann-Grundig           |
| 111-120 | FLA  | Flandria-Mars          |
| 121-130 | CAB  | Caballero-Laurens      |
| 131-140 | FER  | Ferretti               |
| 141-150 | SCI  | Scic                   |

## Etapas
| Etapa    | Fecha  | Recorrido                           | Distancia (km) | Ganador                  | Líder         |
| -------- | ------ | ----------------------------------- | -------------- | ------------------------ | ------------- |
| Prólogo  | 27 jun | Limoges                             | 7,4 (CR)       | Eddy Merckx              | Eddy Merckx   |
| 1.ª      | 27 jun | Limoges-La Rochelle                 | 224,5          | Cyrille Guimard          | Eddy Merckx   |
| 2.ª      | 28 jun | La Rochelle-Angers                  | 200            | Italo Zilioli            | Italo Zilioli |
| 3.ª (a)  | 29 jun | Angers-Angers                       | 10,7 (CRE)     | Faema-Faemino            | Italo Zilioli |
| 3.ª (b)  | 29 jun | Angers-Rennes                       | 140            | Marino Basso             | Italo Zilioli |
| 4.ª      | 30 jun | Rennes-Lisieux                      | 229            | Walter Godefroot         | Italo Zilioli |
| 5.ª (a)  | 1 jul  | Lisieux-Ruan                        | 94,5           | Walter Godefroot         | Italo Zilioli |
| 5.ª (b)  | 1 jul  | Ruan-Amiens                         | 113            | Joseph Spruyt            | Eddy Merckx   |
| 6.ª      | 2 jul  | Amiens-Valenciennes                 | 135,5          | Roger de Vlaeminck       | Eddy Merckx   |
| 7.ª (a)  | 3 jul  | Valenciennes-Forest                 | 119            | Eddy Merckx              | Eddy Merckx   |
| 7.ª (b)  | 3 jul  | Forest-Forest                       | 7,2 (CR)       | José A. González Linares | Eddy Merckx   |
| 8.ª      | 4 jul  | Ciney -Felsberg                     | 232,5          | Alain Vasseur            | Eddy Merckx   |
| 9.ª      | 5 jul  | Saarlouis -Mulhouse                 | 269,5          | Mogens Frey              | Eddy Merckx   |
| 10.ª     | 6 jul  | Belfort-Divonne-les-Bains           | 241            | Eddy Merckx              | Eddy Merckx   |
| 11.ª (a) | 7 jul  | Divonne-les-Bains-Divonne-les-Bains | 8,8 (CR)       | Eddy Merckx              | Eddy Merckx   |
| 11.ª (b) | 7 jul  | Divonne-les-Bains-Thonon-les-Bains  | 139,5          | Marino Basso             | Eddy Merckx   |
| 12.ª     | 8 jul  | Thonon-les-Bains-Grenoble           | 194            | Eddy Merckx              | Eddy Merckx   |
| 13.ª     | 9 jul  | Grenoble-Gap                        | 195,5          | Primo Mori               | Eddy Merckx   |
| 14.ª     | 10 jul | Gap-Mont Ventoux                    | 170            | Eddy Merckx              | Eddy Merckx   |
| 15.ª     | 11 jul | Carpentras-Montpellier              | 144,5          | Marinus Wagtmans         | Eddy Merckx   |
| 16.ª     | 12 jul | Montpellier-Toulouse                | 259,5          | Albert Van Vlierberghe   | Eddy Merckx   |
| 17.ª     | 13 jul | Toulouse-Saint-Gaudens              | 190            | Luis Ocaña               | Eddy Merckx   |
| 18.ª     | 14 jul | Saint-Gaudens-La Mongie             | 135,5          | Bernard Thévenet         | Eddy Merckx   |
| 19.ª     | 15 jul | Bagnères-de-Bigorre-Mourenx         | 185,5          | Christian Raymond        | Eddy Merckx   |
| 20.ª (a) | 16 jul | Mourenx-Burdeos                     | 231            | Rolf Wolfshohl           | Eddy Merckx   |
| 20.ª (b) | 16 jul | Burdeos - Burdeos                   | 8,2 (CR)       | Eddy Merckx              | Eddy Merckx   |
| 21.ª     | 17 jul | Ruffec-Tours                        | 191,5          | Marino Basso             | Eddy Merckx   |
| 22.ª     | 18 jul | Tours-Versalles                     | 238,5          | Jean-Pierre Danguillaume | Eddy Merckx   |
| 23.ª     | 19 jul | Versalles-París                     | 54 (CR)        | Eddy Merckx              | Eddy Merckx   |

CR = Contrarreloj individual
CRE = Contrarreloj por equipos

## Clasificación general

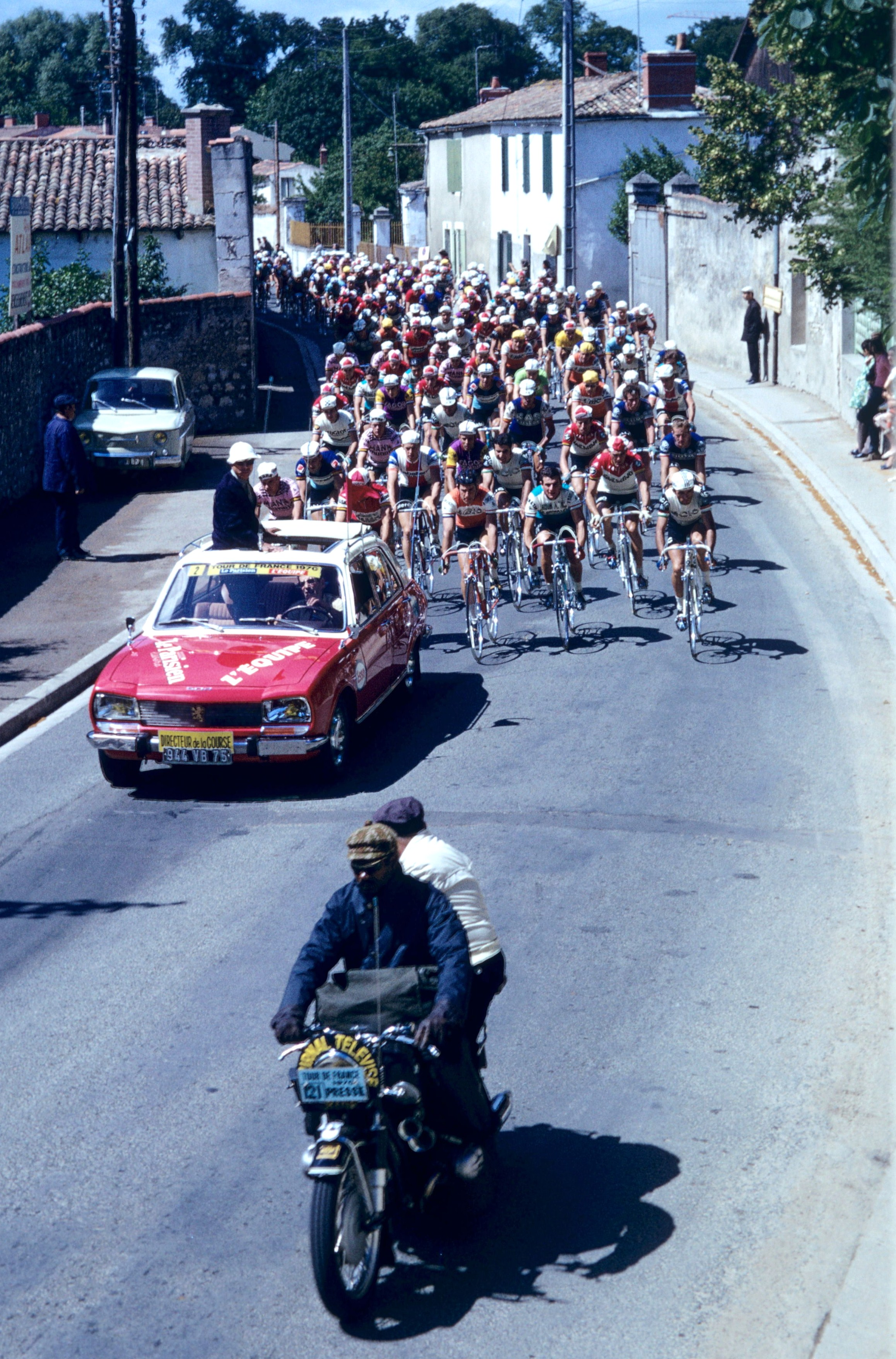
El pelotón en la segunda etapa (La Rochelle-Angers)

| Clasificación general |                      |                          |                   |
| Ciclista              | Ciclista             | Equipo                   | Tiempo            |
| --------------------- | -------------------- | ------------------------ | ----------------- |
| 1.º                   | Eddy Merckx          | Faemino-Faema            | 119 h 31 min 49 s |
| 2.º                   | Joop Zoetemelk       | Flandria-Mars            | + 12 min 41 s     |
| 3.º                   | Gösta Pettersson     | Ferretti                 | + 15 min 54 s     |
| 4.º                   | Martin Vandenbossche | Molteni                  | + 18 min 53 s     |
| 5.º                   | Marinus Wagtmans     | Willem II-Gazelle        | + 19 min 54 s     |
| 6.º                   | Lucien Van Impe      | Sonolor-Lejeune          | + 20 min 34 s     |
| 7.º                   | Raymond Poulidor     | Fagor-Mercier-Hutchinson | + 20 min 35 s     |
| 8.º                   | Antoon Houbrechts    | Salvarani                | + 21 min 34 s     |
| 9.º                   | Francisco Galdós     | Kas-Kaskol               | + 21 min 45 s     |
| 10.º                  | Georges Pintens      | Dr. Mann-Grundig         | + 23 min 23 s     |

## Clasificaciones secundarias

### Clasificación por puntos
| Clasificación por puntos |                       |                          |        |
| Ciclista                 | Ciclista              | Equipo                   | Puntos |
| ------------------------ | --------------------- | ------------------------ | ------ |
| 1.º                      | Walter Godefroot      | Salvarani                | 212    |
| 2.º                      | Eddy Merckx           | Faemino-Faema            | 207    |
| 3.º                      | Marino Basso          | Molteni                  | 161    |
| 4.º                      | Jan Janssen           | Bic                      | 151    |
| 5.º                      | Cyrille Guimard       | Fagor-Mercier-Hutchinson | 138    |
| 6.º                      | Marinus Wagtmans      | Willem II-Gazelle        | 116    |
| 7.º                      | Daniel Van Rijckeghem | Dr. Mann-Grundig         | 100    |
| 8.º                      | Harry Steevens        | Caballero-Laurens        | 77,5   |
| 9.º                      | Luis Ocaña            | Bic                      | 75     |
| 10.º                     | Mogens Frey           | Frimatic-De Gribaldy     | 73     |

### Clasificación de la montaña
| Clasificación de la montaña |                        |                     |        |
| Ciclista                    | Ciclista               | Equipo              | Puntos |
| --------------------------- | ---------------------- | ------------------- | ------ |
| 1.º                         | Eddy Merckx            | Faemino-Faema       | 128    |
| 2.º                         | Andrés Gandarias       | Kas-Kaskol          | 94     |
| 3.º                         | Martin Van Den Bossche | Molteni             | 85     |
| 4.º                         | Silvano Schiavon       | Salvarani           | 68     |
| 5.º                         | Lucien Van Impe        | Sonolor-Lejeune     | 65     |
| 6.º                         | Primo Mori             | Salvarani           | 64     |
| 7.º                         | Gösta Pettersson       | Ferretti            | 59     |
| 8.º                         | Raymond Delisle        | Peugeot-BP-Michelin | 57     |
| 9.º                         | Luis Zubero            | Kas-Kaskol          | 52     |
| 10.º                        | Guerrino Tosello       | Molteni             | 32     |

### Clasificación por equipos
| Clasificación por equipos |                      |                   |
| Equipo                    | Equipo               | Tiempo            |
| ------------------------- | -------------------- | ----------------- |
| 1.º                       | Salvarani            | 354 h 22 min 56 s |
| 2.º                       | Kas-Kaskol           | + 1 min 14 s      |
| 3.º                       | Faema-Faemino        | + 9 min 45 s      |
| 4.º                       | Sonolor-Lejeune      | + 29 min 21 s     |
| 5.º                       | Mann-Grundig         | + 34 min 23 s     |
| 6.º                       | Peugeot              | + 35 min 35 s     |
| 7.º                       | Molteni              | + 45 min 35 s     |
| 8.º                       | Bic                  | + 51 min 17 s     |
| 9.º                       | Fagor-Mercier        | + 59 min 39 s     |
| 10.º                      | Frimatic-De Gribaldy | + 1 h 04 min 11 s |
| 11.º                      | Willem II-Gazelle    | + 1 h 28 min 23 s |
| 12.º                      | Ferretti             | + 1 h 58 min 15 s |
| 13.º                      | Flandria             | + 2 h 41 min 51 s |
| 14.º                      | Caballero-Laurens    | + 3 h 34 min 14 s |
| 15.º                      | Scic                 | + 4 h 58 min 24 s |

### Clasificación de los neoprofesionales
| Clasificación de los neoprofesionales |                          |                      |        |
| Ciclista                              | Ciclista                 | Equipo               | Puntos |
| ------------------------------------- | ------------------------ | -------------------- | ------ |
| 1.º                                   | Mogens Frey              | Frimatic-De Gribaldy | 77     |
| 2.º                                   | Joop Zoetemelk           | Flandria-Mars        | 67     |
| 3.º                                   | Lucien Van Impe          | Sonolor-Lejeune      | 36     |
| 4.º                                   | Nemesio Jiménez          | Kas-Kaskol           | 34     |
| 5.º                                   | José Antonio González    | Kas-Kaskol           | 33     |
| 6.º                                   | Tomas Pettersson         | Ferretti             | 31     |
| 7.º                                   | Luis Zubero              | Kas-Kaskol           | 27     |
| 8.º                                   | Gösta Pettersson         | Ferretti             | 22     |
| 9.º                                   | Jean-Pierre Danguillaume | Peugeot-BP-Michelin  | 21     |
| 10.º                                  | Jan Van Katwijk          | Willem II-Gazelle    | 18     |

### Clasificación de la combatividad
| Clasificación de la combatividad |                          |                      |        |
| Ciclista                         | Ciclista                 | Equipo               | Puntos |
| -------------------------------- | ------------------------ | -------------------- | ------ |
| 1.º                              | Eddy Merckx              | Faemino-Faema        | 366    |
| 2.º                              | Joaquim Agostinho        | Frimatic-De Gribaldy | 340    |
| 3.º                              | Raymond Delisle          | Peugeot-BP-Michelin  | 273    |
| 4.º                              | Jean-Pierre Danguillaume | Peugeot-BP-Michelin  | 252    |
| 5.º                              | Andrés Gandarias         | Kas-Kaskol           | 176    |
| 6.º                              | Primo Mori               | Salvarani            | 172    |
| 7.º                              | Gilbert Bellone          | Sonolor-Lejeune      | 164    |
| 8.º                              | Raymond Riotte           | Sonolor-Lejeune      | 148    |
| 9.º                              | Attilio Benfatto         | Scic                 | 125    |
| 10.º                             | Pierre Ghisellini        | Frimatic-De Gribaldy | 122    |

### Clasificación de la combinada
| Clasificación de la combinada |                        |                   |        |
| Ciclista                      | Ciclista               | Equipo            | Puntos |
| ----------------------------- | ---------------------- | ----------------- | ------ |
| 1.º                           | Eddy Merckx            | Faemino-Faema     | 4      |
| 2.º                           | Martin Van Den Bossche | Molteni           | 21,5   |
| 3.º                           | Marinus Wagtmans       | Willem II-Gazelle | 23     |
| 4.º                           | Lucien Van Impe        | Sonolor           | 25,5   |
| 5.º                           | Joop Zoetemelk         | Flandria          | 32,5   |

### Clasificación de los sprints intermedios
| Clasificación de los sprints intermedios |                          |                          |        |
| Ciclista                                 | Ciclista                 | Equipo                   | Puntos |
| ---------------------------------------- | ------------------------ | ------------------------ | ------ |
| 1.º                                      | Cyrille Guimard          | Fagor-Mercier-Hutchinson | 67     |
| 2.º                                      | Giancarlo Polidori       | Scic                     | 48     |
| 3.º                                      | Jaak De Boever           | Flandria-Mars            | 22     |
| 4.º                                      | Pieter Nassen            | Flandria-Mars            | 20     |
| 5.º                                      | Rolf Wolfshohl           | Fagor-Mercier-Hutchinson | 18     |
| 6.º                                      | Jean-Pierre Danguillaume | Peugeot-BP-Michelin      | 12     |
| 7.º                                      | Raymond Riotte           | Sonolor-Lejeune          | 10     |
| 8.º                                      | José Catieau             | Sonolor-Lejeune          | 9      |
| 9.º                                      | Joseph Spruyt            | Faemino-Faema            | 8      |
| 10.º                                     | Evert Dolman             | Willem II-Gazelle        | 8      |